# Teorijska kemija
Teorijska kemija jedna je od novijih grana kemije. Bavi se razvijanjem različitih teorijskih metoda i tehnika kojima se omogućava proučavanje kemijskih promjena u različitim uvjetima. Također predlaže pokuse za razjašnjavanje kemijskih fenomena. Obuhvaća kvantnu kemiju, matematičku kemiju .
Najznačajniji časopis za područje teorijske kemije je Theoretical Chemistry Accounts.